# Jan Marceli Drohojowski

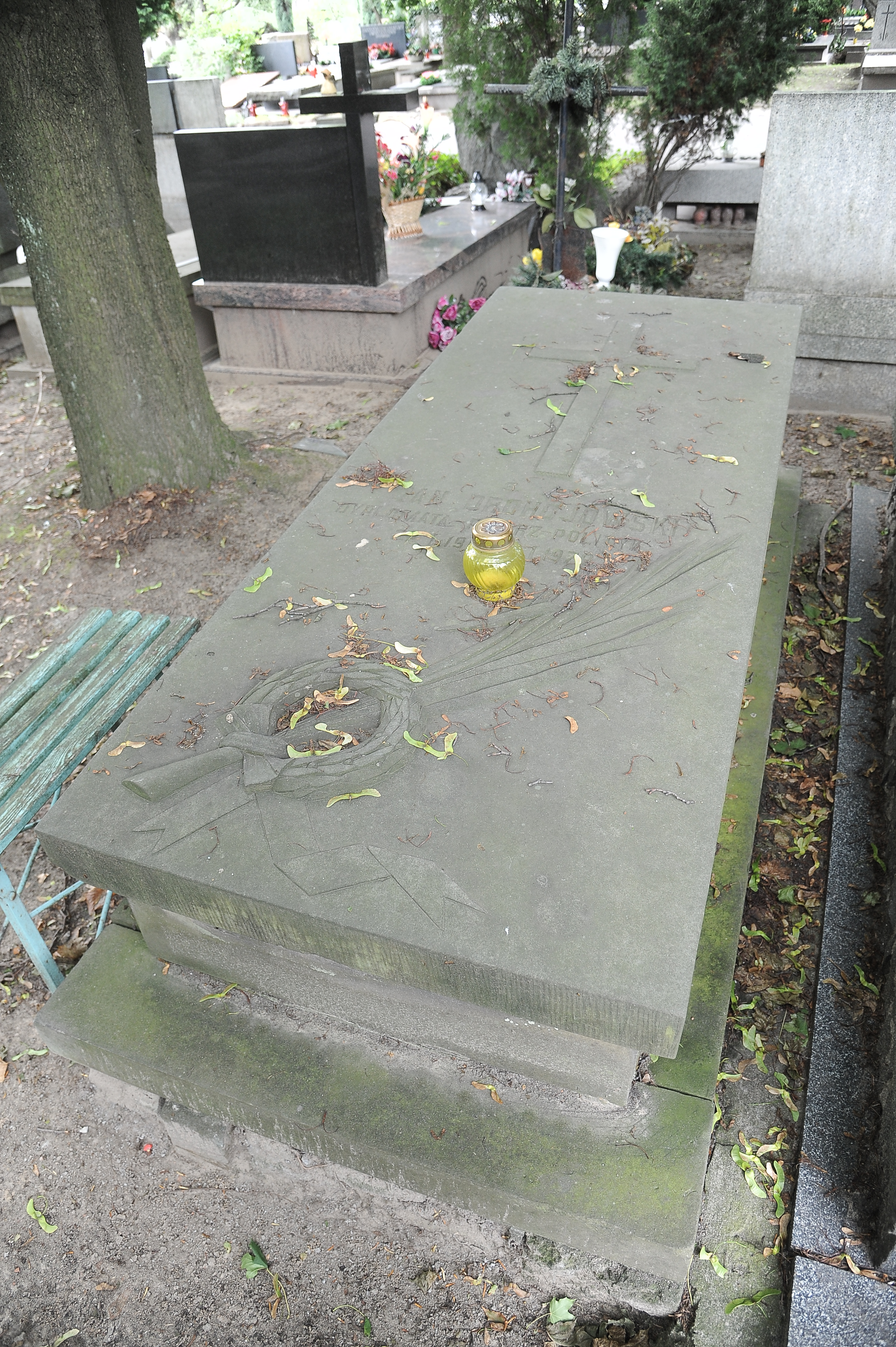
Grób Jana Drohojowskiego na warszawskim cmentarzu Wojskowym na Powązkach

Jan Marceli Drohojowski h. Korczak (ur. 17 stycznia 1901 w Tarnowie, zm. 2 stycznia 1979 w Warszawie) – polski dyplomata, m.in. w Meksyku (1945–1951) i Egipcie (1951–1952), dyrektor Powszechnej Kasy Oszczędności (1952–1953). Autor wielu książek poświęconych Ameryce oraz wspomnień z czasów służby dyplomatycznej.

## Życiorys
Syn Kazimierza Marcelego Tadeusza h. Korczak (1857–1903) i Marii Heleny Hubal-Dobrzańskiej h. Leliwa (ur. 1868). Związany z polską dyplomacją od czasów studenckich, w latach 1922–1923 pełnił funkcję attaché poselstwa RP w Hadze, następnie był sekretarzem poselstwa RP w Rzymie. Odszedł ze służby dyplomatycznej w 1926 i wyjechał do USA, gdzie pracował fizycznie i jako dziennikarz.
W czasie II wojny światowej powrócił do służby dyplomatycznej, pełnił funkcję radcy ambasady RP w Waszyngtonie (1939–1942), chargé d’ affaires poselstwa w Hawanie (1942), przedstawiciela władz polskich przy rządzie Czang Kaj-szeka w Chinach (1942) oraz konsula generalnego w Jerozolimie (1943). Od kwietnia 1943 do 1944 był wiceministrem informacji dokumentacji w rządach Władysława Sikorskiego i Stanisława Mikołajczyka.
W 1945 powrócił do Polski i wstąpił do służby dyplomatycznej Polski Ludowej, był posłem w Meksyku (1945–1951) i Kairze (1951–1952). W kwietniu 1952 odwołany do Polski. W tym samym roku został dyrektorem Powszechnej Kasy Oszczędności, został zwolniony z tej funkcji w kwietniu 1953, następnie aresztowano go za próbę nielegalnego przekroczenia granicy. Z więzienia został zwolniony w marcu 1955, po czym poświęcił się pracy pisarskiej.
Dwukrotnie żonaty. Z pierwszą żoną Katharyn Silva Cornell (ur. 1900) miał córkę Katarzynę Marię (ur. 1933). Z drugą, dyplomatką Natalią Aszkenazy, syna Francisco (ur. 1947). Po odwołaniu z Egiptu Natalia z synem wyjechała do Paryża, a stamtąd do Meksyku, gdzie uzyskała azyl polityczny. Mimo podejmowanych prób, Janowi Drohojowskiemu nie udało się wyjechać z Polski i dołączyć do żony. W 1961 para się rozwiodła.
Pochowany na cmentarzu Wojskowym na Powązkach w Warszawie (kwatera 35 B-5-14).

## Ordery i odznaczenia
- Krzyż Komandorski Orderu Odrodzenia Polski (22 lipca 1951)[4]
- Krzyż Oficerski Orderu Odrodzenia Polski (19 lipca 1946)[5]
- Wielka Wstęga II klasy Orderu Orła Azteckiego (Meksyk, 1951)[6]

## Książki
- Jana Drohojowskiego wspomnienia dyplomatyczne (1959)
- Abraham Lincoln (1962)
- Meksyk bogów, krzyża i dolarów (1962)
- Indianin prezydentem Meksyku (1964)
- Religie i wierzenia w życiu Ameryki Łacińskiej (1964)
- Róg obfitości (1967)
- Ameryka Łacińska z bliska (1968)
- Polacy w Ameryce (1976)